# Бабаевская
 Бабаевская  — деревня в Лузском муниципальном округе Кировской области.

## География
Расположена на расстоянии примерно 66 км на восток-юго-восток по прямой от города Луза на левобережье реки Луза.

## История
Известна с 1620 года как деревня Бобаевская на 6 дворов, в 1727 (Бабаевская) году 1 двор. В 1859 году (Бабаевская или Еремины) дворов 7 и жителей 46, в 1926 34 и 165, в 1950 (Бабаевская) 32 и 109, в 1989 14 жителей. В советское время работал колхоз «Нива». С 2006 по 2012 года была в составе Грибошинского сельского поселения, с 2012 по 2020 год находилась в составе Папуловского сельского поселения.

## Население
Постоянное население составляло 9 человек (русские 100%) в 2002 году, 3 в 2010.